# Port lotniczy Kulmim
Port lotniczy Kulmim (IATA: GLN) – port lotniczy położony w Kulmim, w regionie Kulmim-As-Samara, w Maroku.

## Linie lotnicze i połączenia
| Linia Lotnicza          | Kierunek                     |
| ----------------------- | ---------------------------- |
| Air Arabia Maroc        | 1. Casablanca                |
| Binter Canarias         | 1. Gran Canaria 2. Lanzarote |
| Royal Air Maroc Express | 1. Tan Tan                   |